# Sergio Berlato
Sergio Berlato (ur. 27 lipca 1959 w Vicenzy) – włoski polityk, poseł do Parlamentu Europejskiego V, VI, VII, IX i X kadencji.

## Życiorys
Uzyskał wykształcenie średnie (techniczno-handlowe). Od 1990 był radnym regionu Wenecja Euganejska. Do 1999 w zarządzie regionu pełnił funkcję asesora do spraw rolnictwa, leśnictwa, rybołówstwa i łowiectwa.
W 1999 po raz pierwszy uzyskał mandat posła do Parlamentu Europejskiego z listy Sojuszu Narodowego. W 2004 skutecznie ubiegał się o reelekcję. Zasiadł we frakcji Unii na rzecz Europy Narodów oraz w Komisji Rolnictwa i Rozwoju Wsi (jako jej wiceprzewodniczący). Od 2009 został członkiem Ludu Wolności, w tym samym roku z ramienia PdL ponownie został eurodeputowanym, wstępując do frakcji chadeckiej. W PE zasiadał do 2014, nie uzyskując reelekcji. Dołączył do prawicowego ugrupowania Bracia Włosi. Z jego ramienia w wyborach regionalnych w 2015 ponownie został wybrany do rady regionu Wenecja Euganejska.
W 2019 został wybrany na eurodeputowanego IX kadencji (po rezygnacji, którą złożyła Giorgia Meloni). Objęcie przez niego mandatu zostało jednak zawieszone do czasu brexitu. W PE IX kadencji ostatecznie zasiadł w lutym 2020. Z powodzeniem ubiegał się o ponowny wybór do PE w wyborach w 2024.